# Liste der deutschen Mannschaftsmeister im Schach

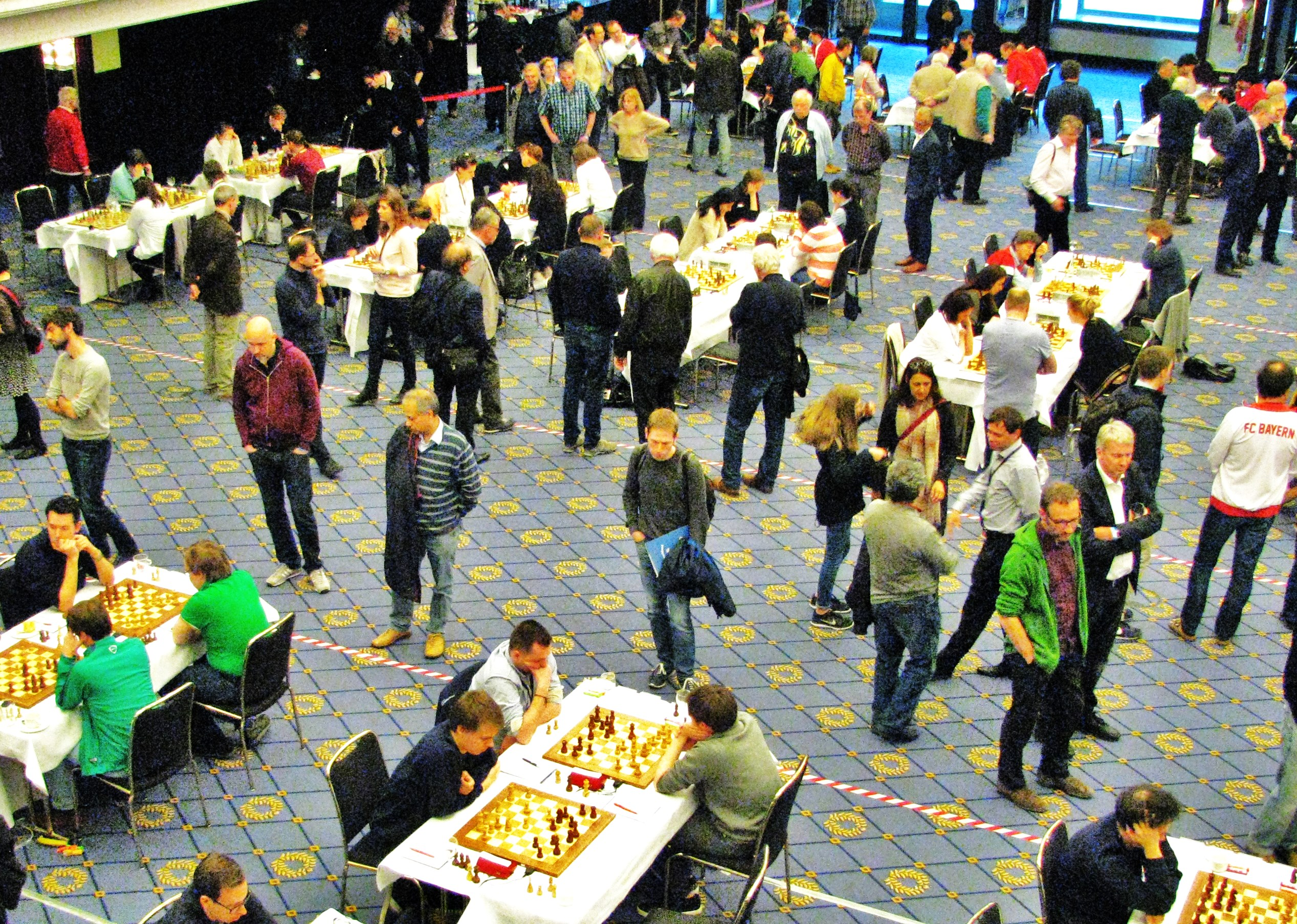
Bundesliga-Finalrunde 2016/17 in Berlin

Deutsche Meisterschaften für Mannschaften im Schach wurden ab 1934 vom Großdeutschen Schachbund ausgerichtet. In den ersten beiden Wettbewerben waren von den Landesverbänden gestellte Mannschaften teilnahmeberechtigt. Ab der Veranstaltung 1938/39 wurde der Wettbewerb von Vereinsmannschaften bestritten.

## Überblick
Auf dem Gebiet der späteren Bundesrepublik wurden deutsche Meisterschaften für Vereinsmannschaften im Schach erstmals 1947 ausgespielt. Bis 1980 wurde die Meisterschaft für Vereinsmannschaften in einem Endturnier von vier Teams entschieden. Bis zur Einführung der viergleisigen Bundesliga 1974/75 wurden die Endrundenteilnehmer in langwierigen Qualifikationsrunden ermittelt. Von 1974/75 bis 1979/80 nahmen die Sieger der 1. Bundesligen Nord, West, Südwest und Süd an der Endrunde teil. Seit 1980/81 wird der deutsche Meister in der eingleisigen 1. Bundesliga ausgespielt. Von 1950 bis 1990 ermittelte auch die DDR ihren Mannschaftsmeister. In der Saison 1990/91 wurden in Ost und West getrennt die Startplätze für die deutsche Mannschaftsmeisterschaft ausgespielt, seit der Saison 1991/92 wird in der 1. Bundesliga ein gesamtdeutscher Meister ermittelt. Erstmals in der Saison 2016/17 wurde die Finalrunde von Männern und Frauen zur selben Zeit am selben Ort ausgetragen: vom 29. April bis 1. Mai 2017 im Maritim Hotel Berlin – mit den Brettern der Frauen in der Saalmitte.
Die erfolgreichste Mannschaft bis Ende der 1960er Jahre war der Münchener SC 1836 mit insgesamt acht Meisterschaften. 1989 gewann deutscher Rekordmeister Baukombinat Leipzig zum dreizehnten Mal die deutsche Mannschaftsmeisterschaft der DDR. Nach der Gründung der Bundesliga trat der Amateursport allmählich zurück. In der neueren Zeit machte sich eine Dominanz weniger finanzkräftiger Vereine bemerkbar. So trugen sich zwischen 1979 und 2000 nur insgesamt drei Teams in die Siegerliste ein, der (mit insgesamt zwölf Titelgewinnen) Solinger SG, die SG Porz und die Schachabteilung des FC Bayern München. Anschließend dominierten zeitweilig der Lübecker Schachverein von 1873, der sich jedoch wieder aus dem Profisport zurückzog, und über zehn Jahre in Serie unangefochten der OSC bzw. (seit 2008) OSG Baden-Baden.

## Endrunden im Deutschen Reich vor 1945
| Jahr | Gastgeber      | Meister                     |
| ---- | -------------- | --------------------------- |
| 1934 | Wiesbaden      | Berliner Schachverband      |
| 1936 | Berlin         | Berliner Schachverband      |
| 1939 | Stuttgart      | Berliner Schachgesellschaft |
| 1943 | Bad Oeynhausen | Schachklub 1873 Augsburg    |
| 1944 | Bad Oeynhausen | (Endrunde abgesagt)         |

## Endrunden in derWestzoneDeutschlands und der BRD 1947–1980
| Jahr | Gastgeber         | Meister                        |
| ---- | ----------------- | ------------------------------ |
| 1947 | Sarstedt          | Essener SG 1904                |
| 1948 | Sarstedt          | Essener SG 1904                |
| 1949 | Darmstadt         | Barmer SV 1865                 |
| 1950 | Berlin            | Hamburger SG                   |
| 1951 | Hamburg           | Münchener SC 1836              |
| 1952 | Berlin            | Münchener SC 1836              |
| 1953 | Duisburg-Hamborn  | Münchener SC 1836              |
| 1954 | München           | Münchener SC 1836              |
| 1955 | Lindenfels        | Düsseldorfer SG                |
| 1956 | Aachen            | Hamburger SK                   |
| 1957 | Bayreuth          | Berliner SG 1827 Eckbauer      |
| 1958 | Bielefeld         | Hamburger SK                   |
| 1959 | Minden            | Hannoverscher SK               |
| 1960 | Bamberg           | Düsseldorfer SG                |
| 1961 | Minden            | Berliner SG 1827 Eckbauer      |
| 1962 | Hannover          | Münchener SC 1836              |
| 1963 | Heidelberg        | Münchener SC 1836              |
| 1964 | Solingen          | Münchener SC 1836              |
| 1965 | Bamberg           | Münchener SC 1836              |
| 1966 | Frankfurt am Main | SC 1868 Bamberg                |
| 1967 | Buschhütten       | SG Porz                        |
| 1968 | Solingen          | Stuttgarter SF 1907            |
| 1969 | Frankfurt am Main | Solinger SG 1868               |
| 1970 | Kassel            | SC Concordia-Palamedes Hamburg |
| 1971 | Hannover          | Solinger SG 1868               |
| 1972 | Göttingen         | Solinger SG 1868               |
| 1973 | Velbert           | Solinger SG 1868               |
| 1974 | Berlin            | Solinger SG 1868               |
| 1975 | Delmenhorst       | Solinger SG 1868               |
| 1976 | Hallstadt         | SC 1868 Bamberg                |
| 1977 | Weißenthurm       | SC 1868 Bamberg                |
| 1978 | Bad Kissingen     | Königsspringer Frankfurt       |
| 1979 | Bad Kissingen     | SG Porz                        |
| 1980 | Solingen          | Solinger SG 1868               |

## Gesamtdeutsche Meister 1951 und 1953
1951 fand direkt im Anschluss an das westdeutsche Finale eine gesamtdeutsche Meisterschaft statt (siehe obigen Bericht).
| Jahr | Gastgeber | Meister           |
| ---- | --------- | ----------------- |
| 1951 | Hamburg   | Münchener SC 1836 |
| 1953 | Leipzig   | Münchener SC 1836 |

Im Jahr 1953 wurde zusätzlich zur westdeutschen Meisterschaft 1952 am 29. März 1953 in Berlin ein gesamtdeutscher Meister am 7. November 1953 in Leipzig ermittelt. Gegen den DDR-Meister Einheit Leipzig-Ost gewann der Münchener SC 1836 mit 6:2.

## Meister derOstzoneDeutschlands und derDDR1949–1991
Die Mannschaftsmeisterschaft 1949 in Wernigerode, die BSG Erich Zeigner gewann, wurde als Meisterschaft der Ostzone ausgetragen. Die Meisterschaften ab 1950 waren dann DDR-Meisterschaften. Erster DDR-Mannschaftsmeister wurde 1950 die BSG KWU Leipzig.
| Jahr | Meister                    |
| ---- | -------------------------- |
| 1949 | BSG Erich Zeigner Leipzig  |
| 1950 | BSG KWU Leipzig            |
| 1951 | BSG Einheit-Leipzig-Ost    |
| 1952 | BSG Einheit-Leipzig-Ost    |
| 1953 | BSG Einheit-Leipzig-Ost    |
| 1954 | BSG Einheit-Leipzig-Ost    |
| 1955 | SC Wissenschaft Halle      |
| 1956 | SC Wissenschaft Halle      |
| 1957 | SC Einheit Dresden         |
| 1958 | SC Einheit Dresden         |
| 1959 | TSC Oberschöneweide        |
| 1960 | TSC Oberschöneweide        |
| 1961 | TSC Oberschöneweide        |
| 1962 | SC Einheit Dresden         |
| 1963 | TSC Berlin                 |
| 1964 | SC Chemie Halle            |
| 1965 | TSC Berlin                 |
| 1966 | TSC Berlin                 |
| 1967 | DAW Berlin                 |
| 1968 | Schachgemeinschaft Leipzig |
| 1969 | BSG Buna Halle             |
| 1970 | Schachgemeinschaft Leipzig |
| 1971 | Schachgemeinschaft Leipzig |
| 1972 | Schachgemeinschaft Leipzig |
| 1973 | Schachgemeinschaft Leipzig |
| 1974 | BSG Buna Halle             |
| 1975 | BSG Buna Halle-Neustadt    |
| 1976 | Schachgemeinschaft Leipzig |
| 1977 | Schachgemeinschaft Leipzig |
| 1978 | BSG Buna Halle-Neustadt    |
| 1979 | BSG Buna Halle-Neustadt    |
| 1980 | BSG Buna Halle-Neustadt    |
| 1981 | Baukombinat Leipzig        |
| 1982 | Baukombinat Leipzig        |
| 1983 | Baukombinat Leipzig        |
| 1984 | Baukombinat Leipzig        |
| 1985 | Baukombinat Leipzig        |
| 1986 | BSG Buna Halle-Neustadt    |
| 1987 | BSG Buna Halle-Neustadt    |
| 1988 | Mikroelektronik Erfurt     |
| 1989 | Baukombinat Leipzig        |
| 1990 | Empor HO Berlin            |
| 1991 | SV Erfurt West 90          |

## Eingleisige 1. Bundesliga seit 1980/81 (seit 1991/92 gesamtdeutsch)
| Saison    | Meister           |
| --------- | ----------------- |
| 1980/81   | Solinger SG 1868  |
| 1981/82   | SG Porz           |
| 1982/83   | FC Bayern München |
| 1983/84   | SG Porz           |
| 1984/85   | FC Bayern München |
| 1985/86   | FC Bayern München |
| 1986/87   | Solinger SG 1868  |
| 1987/88   | Solinger SG 1868  |
| 1988/89   | FC Bayern München |
| 1989/90   | FC Bayern München |
| 1990/91   | FC Bayern München |
| 1991/92   | FC Bayern München |
| 1992/93   | FC Bayern München |
| 1993/94   | SG Porz           |
| 1994/95   | FC Bayern München |
| 1995/96   | SG Porz           |
| 1996/97   | Solinger SG 1868  |
| 1997/98   | SG Porz           |
| 1998/99   | SG Porz           |
| 1999/2000 | SG Porz           |
| 2000/01   | Lübecker SV       |
| 2001/02   | Lübecker SV       |
| 2002/03   | Lübecker SV       |
| 2003/04   | SG Porz           |
| 2004/05   | Werder Bremen     |
| 2005/06   | OSC Baden-Baden   |
| 2006/07   | OSC Baden-Baden   |
| 2007/08   | OSC Baden-Baden   |
| 2008/09   | OSG Baden-Baden   |
| 2009/10   | OSG Baden-Baden   |
| 2010/11   | OSG Baden-Baden   |
| 2011/12   | OSG Baden-Baden   |
| 2012/13   | OSG Baden-Baden   |
| 2013/14   | OSG Baden-Baden   |
| 2014/15   | OSG Baden-Baden   |
| 2015/16   | SG Solingen       |
| 2016/17   | OSG Baden-Baden   |
| 2017/18   | OSG Baden-Baden   |
| 2018/19   | OSG Baden-Baden   |
| 2019/21   | OSG Baden-Baden   |
| 2021/22   | OSG Baden-Baden   |
| 2022/23   | OSG Baden-Baden   |
| 2023/24   | SC Viernheim      |

## Sonderveranstaltung 2020
| Jahr | Meister         |
| ---- | --------------- |
| 2020 | OSG Baden-Baden |

## DDR Frauenmannschaftsmeisterschaft (bis 1991)
Seit 1954/55 wurde eine DDR-Frauenmannschaftsmeisterschaft ausgespielt. Im Jahr 1953 gab es bereits eine Art Vorläufer, aber ohne Mannschaften aus Berlin.
Von 1954/55 bis 1964/65 fanden die Wettkämpfe in einer DDR-Liga (z. T. mit Vor- und Endrunden bzw. mehreren Staffeln) statt, ab 1965/66 in der DDR-Oberliga.
| Jahr    | Meister                        |
| ------- | ------------------------------ |
| 1953    | BSG Motor Gohlis Nord Leipzig  |
| 1954/55 | BSG Motor Albert Richter Halle |
| 1955/56 | BSG Motor Albert Richter Halle |
| 1956/57 | BSG Motor Albert Richter Halle |
| 1957/58 | BSG Chemie Buna Schkopau 1     |
| 1958/59 | SC Chemie Halle                |
| 1959/60 | SC Chemie Halle                |
| 1960/61 | SC Chemie Halle                |
| 1961/62 | SC Chemie Halle                |
| 1962/63 | HSG Wissenschaft KMU Leipzig 2 |
| 1963/64 | SC Chemie Halle                |
| 1964/65 | BSG Lokomotive Erfurt          |
| 1965/66 | HSG Wissenschaft KMU Leipzig   |
| 1966/67 | HSG Wissenschaft KMU Leipzig   |
| 1967/68 | BSG Buna Halle                 |
| 1968/69 | BSG Lokomotive Dresden         |
| 1969/70 | BSV DAW Berlin                 |
| 1970/71 | BSG Buna Halle                 |
| 1971/72 | BSG Buna Halle                 |
| 1972/73 | BSG Buna Halle                 |
| 1973/74 | BSG Buna Halle                 |
| 1974/75 | BSG Buna Halle-Neustadt 3      |
| 1975/76 | BSG Buna Halle-Neustadt        |
| 1976/77 | BSG Buna Halle-Neustadt        |
| 1977/78 | BSG Motor Lindenau Leipzig     |
| 1978/79 | BSG Motor Weimar               |
| 1979/80 | BSG Buna Halle-Neustadt        |
| 1980/81 | BSG Buna Halle-Neustadt        |
| 1981/82 | BSV AdW Berlin                 |
| 1982/83 | BSV AdW Berlin                 |
| 1983/84 | BSG Buna Halle-Neustadt        |
| 1984/85 | BSV AdW Berlin                 |
| 1985/86 | Buna Halle-Neustadt            |
| 1986/87 | Buna Halle-Neustadt            |
| 1987/88 | BSV AdW Berlin                 |
| 1988/89 | BSV AdW Berlin                 |
| 1989/90 | BSG Post Dresden               |
| 1990/91 | BSG Rotation Berlin            |

## Deutsche Frauenmannschaftsmeisterschaft
Seit 1990 wird der Titel des deutschen Frauenmannschaftsmeisters ausgespielt. 1990 und 1991 wurden zunächst regionale Qualifikationsturniere ausgetragen, der Titel wurde in einer Endrunde mit vier Mannschaften ausgespielt. Seit der Saison 1991/92 gibt es die Frauenbundesliga mit 12 Mannschaften.
| Saison    | Meister             |
| --------- | ------------------- |
| 1990      | Hamburger SK        |
| 1991      | Hamburger SK        |
| 1991/92   | SVg Lasker-Steglitz |
| 1992/93   | Elberfelder SG      |
| 1993/94   | Elberfelder SG      |
| 1994/95   | Elberfelder SG      |
| 1995/96   | Dresdner SC         |
| 1996/97   | Elberfelder SG      |
| 1997/98   | Elberfelder SG      |
| 1998/99   | Elberfelder SG      |
| 1999/2000 | Dresdner SC         |
| 2000/01   | SK Turm Emsdetten   |
| 2001/02   | Dresdner SC         |
| 2002/03   | SC Baden-Oos        |
| 2003/04   | SC Baden-Oos        |
| 2004/05   | OSC Baden-Baden     |
| 2005/06   | Dresdner SC         |
| 2006/07   | USV Volksbank Halle |
| 2007/08   | OSG Baden-Baden     |
| 2008/09   | OSG Baden-Baden     |
| 2009/10   | USV Volksbank Halle |
| 2010/11   | OSG Baden-Baden     |
| 2011/12   | OSG Baden-Baden     |
| 2012/13   | OSG Baden-Baden     |
| 2013/14   | SC Bad Königshofen  |
| 2014/15   | OSG Baden-Baden     |
| 2015/16   | OSG Baden-Baden     |
| 2016/17   | SK Schwäbisch Hall  |
| 2017/18   | OSG Baden-Baden     |
| 2018/19   | SC Bad Königshofen  |
| 2019/21   | SC Bad Königshofen  |
| 2021/22   | OSG Baden-Baden     |
| 2022/23   | SK Schwäbisch Hall  |
| 2023/24   | SK Schwäbisch Hall  |

Anmerkung: Der SC Baden-Oos wurde durch Beschluss der Mitgliederversammlung im Dezember 2004 in OSC Baden-Baden und 2008 in OSG Baden-Baden umbenannt.

## Frauen-Mannschaftsmeisterschaften der Landesverbände
Die deutschen Frauen-Mannschaftsmeisterschaften der Landesverbände finden seit 1979 statt und werden jährlich ausgetragen. Die Mannschaft von Nordrhein-Westfalen verbuchte bisher 17 Siege. Im Jahr 2019 fand die 41. Meisterschaft statt. Die drei letzten Austragungen 2017 bis 2019 wurden durch den Schachverband Württemberg gewonnen.